# Jan Chełmikowski
Jan Chełmikowski (ur. ok. 1800, zm. ok. 1873 w Wilnie) – polski aktor teatralny, śpiewak, dyrektor teatrów prowincjonalnych.

## Kariera aktorska
Debiutował w 1827 r. w Wilnie. Z teatrem wileńskim był związany jeszcze wielokrotnie w toku kariery: (1929, 1935–1938, 1841, 1844–1862).  Ponadto występował w zespołach teatrów prowincjonalnych: Antoniego Żukowskiego (1832), Jana Szymkajły (1839), Pawła Ratajewicza (1866-1869), Anastazego Trapszy (sez. 1866/1867), Lucjana Ortyńskiego (1867), Pauliny Carmantrand (1871) i Konstantego Łobojki (1872). W sezonie 1869/1870 występował w Łodzi i być może również kierował tam zespołem. W 1871 należał do zespołu działowego w Łęczycy. Wystąpił m.in. w rolach: Jakuba (Cudzoziemczyzna), Protnickiego (Figle pazia), Akczyca (Wujaszek całego świata), Janusza (Pan Jowialski), Gustawa (Śluby panieńskie), Księcia (Damy polskie), Brzechwy (Wąsy i peruka), Majora (Podróżomania) i Chodkiewicza (Barbara Radziwiłłówna). Jako śpiewak operowy wystąpił m.in. w partiach: Alfonsa (Faworyta) i Lorda Artura (Łucja z Lammermooru).

## Zarządzanie zespołami teatralnymi
W 1839 r.  kierował zespołem teatralnym w Brześciu Litewskim, w sez. 1844/1845 - w Mińsku Litewskim, w sez. 1864/1865 - w Płocku, w 1866 - w Radomiu i Kielcach. Również w 1866 r. wraz z Konstantym Sulikowskim współprowadził zespół występujący w Łowiczu i Włocławku.

## Życie prywatne
Ok. 1841 r. poślubił aktorkę teatralną Amelię Czarnecką z Żukowskich.